# André Dussollier
André Dussollier (Annecy, 17 februari 1946) is een Frans acteur. Hij is gekend voor zijn voorname elegantie en zijn heldere stem.

## Biografie

### Opleiding en beginjaren met de Nouvelle Vague
André Dussollier kreeg heel vroeg de toneelmicrobe te pakken. Zijn ouders waren belastingsambtenaren die hem stimuleerden om na zijn 'baccalauréat' eerst universitaire studies te volgen. Hij voltooide schitterende literatuurstudies aan de universiteit van Grenoble. Tijdens en na zijn studententijd bleef hij gebiologeerd door het theater en besloot dan ook naar Parijs te trekken om er zijn geluk als acteur te beproeven. In 1969 volgde hij er eerst lessen die hem voorbereidden op het Conservatoire national supérieur d'art dramatique (CNSAD). Dankzij de eerste prijs die hij behaalde geraakte hij in 1972 aan de slag bij de Comédie-Française. In datzelfde jaar werd hij door François Truffaut opgemerkt in een stuk van Georg Büchner. Truffaut castte hem meteen naast Bernadette Lafont en Charles Denner voor zijn tragikomedie Une belle fille comme moi. Ook andere Nouvelle Vague-cineasten zoals Éric Rohmer, Claude Chabrol en Jacques Rivette en auteurs zoals Claude Lelouch en Jacques Bral deden een beroep op hem in zijn beginjaren. Hier vond zijn imago van de subtiele, charmante, ietwat schuchtere intellectueel zijn oorsprong.

### Ontmoeting met Alain Resnais
In 1982 maakte hij kennis met Nouvelle Vague-cineast Alain Resnais die hem een rol gaf in de tragikomedie  La vie est un roman (1983). Op de set ontmoette hij andere acteurs zoals Pierre Arditi, Sabine Azéma en Fanny Ardant die samen met hem een eerste keer Resnais' filmisch universum hielpen gestalte geven. Resnais bleef heel regelmatig met hen samenwerken, met de fijnbesnaarde en elegante Dussollier nog zes keer.

### Succes en bekroning
In 1985 behaalde hij uitgerekend met een komedie zijn eerste groot populair succes. Trois hommes et un couffin was een millionseller en de meest bekeken bioscoopfilm van Frankrijk dat jaar. Tegen zijn imago in vertolkte hij een van de vrijgezellen die zich tegen heug en meug ontfermen over een baby. Hij speelde verder in films van uiteenlopende aard van gevierde regisseurs zoals onder meer  Edouard Molinaro, Francis Girod en Resnais. 
Op een officiële bekroning moest hij evenwel wachten tot 1993 toen hij voor het psychologisch drama Un coeur en hiver, de voorlaatste film van veteraan Claude Sautet, zijn eerste César in ontvangst mocht nemen. Vanaf dan werd hij een van de meest gevraagde acteurs van zijn generatie. Rollen in een regie van geconsacreerde cineasten zoals Costa-Gavras, Yves Robert, Michel Deville, Yves Angelo of Ettore Scola volgden elkaar in een snel tempo op. Na meer dan 10 jaar was hij ook weer present in een film van Resnais : voor diens komedie On connaît la chanson (1997) kreeg hij zijn tweede César. 

### Drukke jaren 2000-2015
Omstreeks het jaar 2000 dreef hij het aantal films nog op. In die tijd ontmoette hij Jean Becker die net zijn tweede filmadem gevonden had. Hij speelde de hoofdrol in drie opeenvolgende films van Becker, de tragikomedie Les Enfants du marais (1999), de misdaadfilm Un crime au Paradis (2001) en het drama Effroyables Jardins (2003). Hij maakte ook kennis met Jean-Pierre Jeunet voor wie hij eerst de vertelstem was in de enorm succesrijke komedie Le Fabuleux Destin d'Amélie Poulain (2001). Daarna speelde hij mee in diens Eerste Wereldoorlogdrama Un long dimanche de fiançailles (2004) en in diens komedie Micmacs à tire-larigot (2009). Met La Chambre des officiers (2001) behaalde hij zijn derde César. In dit erg aangrijpende Eerste Wereldoorlogdrama vertolkte hij een serene en empathische militaire chirurg die de "gueules cassées" zo goed mogelijk probeerde een nieuw gezicht te geven. 
Met Frédéric Schœndœrffer draaide hij de politiefilm Scènes de crimes (2000) en  de spionagefilm Agents secrets (2004). Die twee films kondigden het genre films aan waarop Dussollier zich, naast zijn optredens in komedies, meer en meer zou toeleggen. Zo was hij te zien in thrillers zoals Lemming (Dominik Moll, 2005), Ne le dis à personne (Guillaume Canet, 2006) of Impardonnables (André Téchiné, 2011). Hij was ook een erg geloofwaardige prefect of commissaris in politiefilms zoals Vidocq (2001) of 36 quai des Orfèvres (2004).
Daarnaast bleef hij het komediegenre vlot bespelen, in de eerste plaats in  Mon petit doigt m'a dit... (2005), Le crime est notre affaire (2008) en Associés contre le crime (2012), een politiekomedietrilogie gebaseerd op werk van Agatha Christie. De verhalen waren opgebouwd rond haar personage Tommy 'Bélisaire' Beresford, aan wie Dussollier perfect gestalte gaf. Pure komedie waren onder meer het succesrijke Tanguy (2001), 18 ans après (2003), het vervolg op Trois hommes et un couffin, Tais-toi ! (2013) van filmduizendpoot Francis Veber en Musée haut, musée bas (2008) en Brèves de comptoir (2014), twee prenten van  Jean-Michel Ribes. 
Ook in de jaren 2000 bleef hij trouw aan Resnais met wie hij Cœurs (2006) en Les Herbes folles (2009) verwezenlijkte. Hij was ook van de partij in het drama Aimer, boire et chanter (2014), Resnais' testamentfilm. In 2014, een druk en succesrijk jaar voor Dussollier, vertolkte hij in de historische film Diplomatie de Zweedse consul Raoul Nordling die een belangrijke rol speelde bij de Bevrijding van Parijs.
Naast zijn filmwerk werkt Dussollier ook voor de radio. Hij is tevens regelmatig te zien op de planken en op het kleine scherm.

## Filmografie (selectie van bioscoopfilms)
- 1972 - Une belle fille comme moi (François Truffaut)
- 1974 - Toute une vie (Claude Lelouch)
- 1974 - La Gifle (Claude Pinoteau)
- 1975 - Un divorce heureux (Henning Carlsen)
- 1976 - Il pleut sur Santiago (Helvio Soto)
- 1976 - Marie-poupée (Joël Séria)
- 1977 - Alice ou la Dernière Fugue (Claude Chabrol)
- 1977 - Le Couple témoin (William Klein)
- 1977 - Ben et Bénédict (Paula Delsol)
- 1978 - Perceval le Gallois (Éric Rohmer)
- 1980 - Extérieur, nuit (Jacques Bral)
- 1982 - Qu'est-ce qui fait courir David ? (Élie Chouraqui)
- 1982 - Le Beau Mariage (Éric Rohmer)
- 1983 - La vie est un roman (Alain Resnais)
- 1983 - Liberty belle (Pascal Kané)
- 1984 - Les Enfants (Marguerite Duras, Jean Mascolo en Jean-Marc Turine)
- 1984 - L'Amour à mort (Alain Resnais)
- 1984 - Stress (Jean-Louis Bertuccelli)
- 1984 - L'Amour par terre (Jacques Rivette)
- 1984 - Just the Way You Are (Edouard Molinaro)
- 1985 - Trois hommes et un couffin (Coline Serreau)
- 1986 - Mélo (Alain Resnais)
- 1987 - De sable et de sang (Jeanne Labrune)
- 1988 - Fréquence meurtre (Élisabeth Rappeneau)
- 1988 - L'Enfance de l'art (Francis Girod)
- 1988 - Mon ami le traître (José Giovanni)
- 1990 - La Femme fardée (José Pinheiro)
- 1991 - Sushi Sushi (Laurent Perrin)
- 1992 - Un coeur en hiver (Claude Sautet)
- 1993 - La Petite Apocalypse (Costa-Gavras)
- 1993 - Les Marmottes (Élie Chouraqui)
- 1994 - Montparnasse-Pondichéry (Yves Robert)
- 1994 - Aux petits bonheurs (Michel Deville)
- 1994 - Le Colonel Chabert (Yves Angelo)
- 1995 - Romanzo di un giovane povero (Le Roman d'un jeune homme pauvre) (Ettore Scola)
- 1997 - Quadrille (Valérie Lemercier)
- 1997 - Un air si pur... (Yves Angelo)
- 1997 - On connaît la chanson (Alain Resnais)
- 1998 - Voleur de vie (Yves Angelo)
- 1999 - Les Enfants du marais (Jean Becker)
- 2000 - Scènes de crimes (Frédéric Schœndœrffer)
- 2000 - Les Acteurs (Bertrand Blier)
- 2000 - Aïe (Sophie Fillières)
- 2001 - Un crime au Paradis (Jean Becker)
- 2001 - Le Fabuleux Destin d'Amélie Poulain (Jean-Pierre Jeunet) (stem van de verteller)
- 2001 - La Chambre des officiers (François Dupeyron)
- 2001 - Vidocq (Pitof)
- 2001 - Tanguy (Étienne Chatiliez)
- 2003 - 18 ans après (Coline Serreau)
- 2003 - Effroyables Jardins (Jean Becker)
- 2003 - Tais-toi ! (Francis Veber)
- 2004 - Agents secrets (Frédéric Schœndœrffer)
- 2004 - Un long dimanche de fiançailles (Jean-Pierre Jeunet)
- 2004 - 36 quai des Orfèvres (Olivier Marchal)
- 2005 - Mon petit doigt m'a dit... (Pascal Thomas)
- 2005 - Lemming (Dominik Moll)
- 2006 - Un ticket pour l'espace (Éric Lartigau)
- 2006 - Ne le dis à personne (Guillaume Canet)
- 2006 - Cœurs (Alain Resnais)
- 2007 - Ma place au soleil (Éric de Montalier)
- 2007 - La Masseria delle allodole (Le Mas des alouettes) (Paolo en Vittorio Taviani)
- 2007 - La Vérité ou presque (Sam Karmann)
- 2008 - Cortex (Nicolas Boukhrief)
- 2008 - Affaire de famille (Claus Drexel)
- 2008 - Leur morale... et la nôtre (Florence Quentin)
- 2008 - Le crime est notre affaire (Pascal Thomas)
- 2008 - Musée haut, musée bas (Jean-Michel Ribes)
- 2009 - Les Herbes folles (Alain Resnais)
- 2009 - Micmacs à tire-larigot (Jean-Pierre Jeunet)
- 2009 - Une affaire d'État (Éric Valette)
- 2010 - Une exécution ordinaire (Marc Dugain)
- 2011 - Impardonnables (André Téchiné)
- 2011 - Mon pire cauchemar (Anne Fontaine)
- 2012 - Associés contre le crime (Pascal Thomas)
- 2014 - La Belle et la Bête (Christophe Gans)
- 2014 - Diplomatie (Volker Schlöndorff)
- 2014 - Aimer, boire et chanter (Alain Resnais)
- 2014 - Des lendemains qui chantent (Nicolas Castro)
- 2015 - Brèves de comptoir (Jean-Michel Ribes)
- 2015 - Des Apaches (Nassim Amaouche)
- 2015 - Trois souvenirs de ma jeunesse (Arnaud Desplechin)
- 2015 - Le Petit Prince (Mark Osborne) (stem van de piloot)
- 2015 - Belles Familles (Jean-Paul Rappeneau)
- 2015 - 21 nuits avec Pattie (Arnaud en Jean-Marie Larrieu)
- 2015 - Le Grand Jeu (Nicolas Pariser)
- 2016 - Adopte un veuf (François Desagnat)
- 2016 - À fond (Nicolas Benamou)
- 2017 - Chez nous (Lucas Belvaux)
- 2018 - Mauvaises herbes (Kheiron)
- 2019 - Tanguy, le retour (Étienne Chatiliez)
- 2019 - Fourmi (Julien Rappeneau)
- 2021 - Boîte noire (Yann Gozlan)
- 2021 - Attention au départ! (Benjamin Euvrard)
- 2021 - Tout s'est bien passé (François Ozon)
- 2022 - Le Tigre et le Président (Jean-Marc Peyrefitte)
- 2022 - Le Torrent (Anne Le Ny)
- 2023 - Mon crime (François Ozon)
- 2023 - En plein feu (Quentin Reynaud)
- 2024 - N'avoue jamais (Ivan Calbérac)
- 2024 - Paradis Paris (Marjane Satrapi)

## Prijzen en nominaties

### Prijzen

#### César voor beste acteur
- 1998: On connaît la chanson

#### César voor beste acteur in een bijrol
- 1993: Un cœur en hiver
- 2002: La Chambre des officiers

### Nominaties

#### César voor beste acteur
- 1987: Mélo
- 2002: Tanguy

#### César voor beste acteur in een bijrol
- 2000: Les Enfants du marais
- 2005: 36, quai des Orfèvres
- 2007: Ne le dis à personne

- Bibsys: 98029181
- Biblioteca Nacional de España: XX1607737
- Bibliothèque nationale de France: cb138935436 (data)
- Catàleg d'autoritats de noms i títols de Catalunya: 981058511790006706
- Gemeinsame Normdatei: 140398228
- International Standard Name Identifier: 0000 0001 1002 3503
- Library of Congress Control Number: n86041226
- MusicBrainz: b2900294-340c-4bf0-853a-c2917c948e3a
- Nationale Bibliotheek van Tsjechië: pna2007384024
- Nationale bibliotheek van Australië: 35870055
- Nationale Bibliotheek van Israël: 987007372138705171
- Nederlandse Thesaurus van Auteursnamen: 268929920
- Réseau des bibliothèques de Suisse occidentale: 02-A003200831
- SNAC: w6bc45gk
- Système universitaire de documentation: 055390978
- Trove: 1124189
- Virtual International Authority File: 107102357
- WorldCat: E39PBJkxQqgmmJdfcjH8m3cVmd